# Théories Gaïa
Pour les articles homonymes, voir Gaïa (homonymie).
Les théories Gaïa sont un ensemble d'hypothèses et de théories selon lesquelles :
- les êtres vivants ont une influence sur la totalité de la planète sur laquelle ils se trouvent ;
- l'écosphère a développé une autorégulation (point non contesté même hors hypothèse Gaïa) ; l'existence de chaque être vivant est alors supposée régulée au profit de l'ensemble de l'écosphère (hypothèse proprement Gaïa) ;
- le système autorégulé constitué par la totalité des êtres vivants (biomasse) et des constituants non vivants composant la masse totale de la Terre, et sans doute aussi le rayonnement solaire extérieur, possède des mécanismes internes pouvant le faire considérer comme un être vivant, conformément au paradigme cybernétique. Celui-ci est nommé par convention Gaïa par allusion à la déesse mère grecque.

Bien que certains soutiennent que des aspects de la théorie Gaïa sont déjà parties intégrantes de nombreuses religions et cultures autochtones, celle-ci a tout d'abord été décrite en tant qu'hypothèse (hypothèse Gaïa) par James Lovelock, chimiste britannique, et Lynn Margulis, microbiologiste américaine en 1974. Un modèle assez simple fréquemment utilisé pour illustrer l'hypothèse originelle est celui de Daisyworld. L'hypothèse originelle repose sur le concept d'homéostasie et soutient que les formes vivantes d'une planète hôte, associées avec leur environnement, se sont comportées et se comportent encore comme un système autorégulateur. Ce système naturel inclut la biomasse, l'atmosphère, la pédosphère et une mince couche de la lithosphère. De multiples formes de ce concept coexistent, bien que controversées, et une partie au moins en est plus ou moins admise par la communauté scientifique.
Ces théories se veulent aussi très significatives pour l'écologie politique. Les théories Gaïa sont développées par des courants du New Age.
James Lovelock s'est officiellement désolidarisé de la façon dont la mouvance Gaïa présente sa théorie, qu'il estime caricaturée par eux.

## Origines des théories Gaïa

### Prédécesseurs de l'hypothèse
Il existe des précédents d'ordre mystique, scientifique et religieux à cette théorie. De nombreuses mythologies religieuses, comme certaines religions des Amériques, voient la Terre comme un Tout plus grand que la somme de ses parties (holisme).
Si les humains agissent comme espèce clé, pour prévenir les changements climatiques, l'extinction des primates, etc., alors ils peuvent générer une homéostasie avec leur seule cognition.
À la suite de Johannes Kepler qui voyait la Terre comme un organisme rond et unique, Vernadsky concevra la notion de biosphère et, en 1924, son ami paléontologue et géologue Teilhard de Chardin forgera, en lien avec lui et le philosophe  Edouard Le Roy, le concept de noosphère, que reprendra Vernadsky. Teilhard a par la suite influencé Thomas Berry et de nombreux humanistes catholiques du XXe siècle. Buckminster Fuller est généralement vu comme ayant rendu l'idée respectable dans certains cercles scientifiques au XXe siècle. Pour sa part, Helan Jaworski présente la Terre comme un être vivant doué de conscience dans Le Géon ou la Terre vivante (Paris, Librairie Gallimard, 1928). Lewis Thomas (1913-1993), quant à lui, envisage la Terre comme une cellule. Pour Lee Smolin également, les univers féconds pourraient provenir d'implosions de trous noirs. Toutes ces théories sont des « théories Gaïa ».
Aucune de ces idées ne peut être considérée comme hypothèse scientifique : par définition, une hypothèse scientifique doit pouvoir être testée (voir par exemple l'épistémologie de Karl Popper ou la réfutabilité) ; les idées citées ci-dessus ne pouvant être vérifiées, elles sont exclues du champ scientifique classique.
Ces conjectures peuvent être considérées d'un point de vue social et peut-être de philosophie politique, elles peuvent également avoir des implications d'un point de vue théologique.

### L'hypothèse Gaïa
La théorie Gaïa a tout d'abord été décrite comme une hypothèse (l'hypothèse Gaïa) par James Lovelock, chimiste britannique, et Lynn Margulis, microbiologiste américaine, en 1979.
Elle est ensuite reprise par Margulis, laquelle définit la théorie Gaïa comme une revendication purement scientifique reposant sur la reconnaissance de processus homéostatiques et homéorhétiques s'appliquant à l'ensemble de la biosphère terrestre. L'Hypothèse Gaïa, toutefois, a généré beaucoup plus de discussions que la théorie Gaïa. Pour mieux comprendre les différences entre théorie initiale et Théorie, il est préférable de revenir sur l'hypothèse originelle et sur la simulation Daisyworld.
L'hypothèse de fond de Lovelock est que la biomasse modifie les conditions de vie de la planète afin de rendre celle-ci plus hospitalière. L'hypothèse Gaïa relie cette notion d' « hospitalité » à l'homéostasie. La théorie Gaïa de Margulis fait plutôt référence à la notion d'homéorhésie. Un système en homéostasie tend vers un équilibre caractérisé par des paramètres constants, tandis qu'un système homéorhétique se caractérisera par un comportement dynamique de type ondulatoire, oscillant autour d'un état stable sans y converger. Il semble très probable que les plantes soient favorisées par les effets microclimatiques qu'elles peuvent avoir localement. D'autre part, il y a de bonnes raisons de penser que ces effets existent également à plus grande échelle, dans des relations symbiotiques ayant une influence climatique globale.
La version de la théorie Gaïa de Margulis modifie l'hypothèse Gaïa originelle (et en fait de facto une version moins controversée) de la façon suivante : la biosphère terrestre évolue entre plusieurs points de stabilité, à l'image de ce qui existe en théorie économique. La Terre ne serait pas un organisme vivant, qui pourrait vivre ou mourir brutalement, mais plutôt une sorte de communauté de confiance, pouvant exister à différents niveaux d'intégration.
Coautrice de l'hypothèse Gaïa originelle, Lynn Margulis soutient que la Terre n'est pas homéostatique mais homéorhétique : en d'autres termes, que les composants atmosphérique, hydrosphérique et lithosphérique sont régulés autour de points homéostatiques, mais que ces points changent au cours du temps... Gaïa serait une symbiose vue de l'espace.

### Apport de Richard Dawkins
Richard Dawkins, tout en soulignant le côté autorégulateur de la planète (la biologie est après tout son métier), met l'accent sur le fait que les auteurs de l'hypothèse Gaïa ont oublié la condition essentielle nécessaire à définir un être vivant et son évolution, qui est l'opposition permanente à un milieu extérieur - proies et prédateurs -, seule susceptible de le faire évoluer au fil du temps par le mécanisme bien connu de l'évolution naturelle. Cette opposition n'existe pas pour la Terre, qui n'a ni milieu, ni proies, ni prédateurs. Dawkins affirme donc parfaitement abusive l'hypothèse de l'assimiler à un organisme vivant au seul prétexte qu'elle possède une dynamique comme en a aussi n'importe quel système inanimé (un incendie de forêt, un ouragan, une avalanche...) et que les autorégulations concernées n'ont pas le moindre rapport avec des manifestations de 'vie'. Voir cependant noosphère.
Toutefois, encore dans le champ des hypothèses, il est possible de conceptualiser la stérilité environnant la Terre comme étant l'opposition à la vie qu'elle abrite. Tel que propose la deuxième loi de la thermodynamique, ou loi de l'entropie, la vie joue contre la dégradation de la complexité de la matière en réalisant la néguentropie, en produisant des molécules nouvelles dans un univers qui se simplifie continuellement. Dans ce milieu, la lutte pour le maintien de la vie en se nourrissant de l'entropie paraît donner un sens à ce qui n'a aucun sens, la compétition pour la survie. En poussant la théorie évolutionniste au-delà du jeu manichéen entre proies et prédateurs, c'est plutôt le jeu de coopération contre l'entropie qui peut mieux expliquer l'évolution et l'interdépendance des organismes jusqu'à l'échelle planétaire. À ce sujet, voir Lynn Margulis.
Un autre aspect à considérer dans la position de Dawkins est l'interprétation anthropocentrique de l'évolution, c'est-à-dire la projection des rapports sociaux humains sur les relations entre les autres espèces, telles que le propose Edward O. Wilson dans sa théorie sociobiologiste. Cette analogie scientiste fondée par Wilson et clairement partagée par Richard Dawkins, suscite encore la controverse. À ce sujet, Jacques Ruelland fait une analyse critique, complète et précise.

## Une hypothèse, des théories

### Trois degrés d'hypothèses
La théorie Gaïa constitue un ensemble d'hypothèses, allant de l'indéniable au radical :
- à une extrémité est la constatation que les organismes vivants sur Terre ont modifié sa composition, l'apparition d'une atmosphère contenant une forte concentration d'oxygène (au début, simple déchet des algues bleues, puis à son tour moteur d'un autre type de vie, la vie aérobie) en étant un exemple typique ;
- une position intermédiaire consiste à considérer la Terre comme un organisme auto-organisé, qui fonctionne de telle façon que le système conserve une sorte d'équilibre ;
- hypothèse extrême dans l'autre sens, certains émettent l'hypothèse que le système manipulerait consciemment le climat afin de maintenir les conditions les plus favorables à la vie, en d'autres termes que le mécanisme serait de type intentionnel et non de type causal[réf. nécessaire].

Quelques biologistes voient généralement cette activité comme une propriété émergente de l'écosystème : alors que chaque espèce poursuit son intérêt propre, la combinaison de leurs actions tend à contrebalancer les effets du changement environnemental.
Les opposants à ce point de vue évoquent plutôt les conséquences de l'activité des êtres vivants ayant résulté en des modifications drastiques par le passé plutôt qu'à un équilibre stable, telles que la conversion de l'atmosphère terrestre d'un milieu réducteur à un milieu riche en oxygène.

### Problématique de l'hypothèse «organisme»
Une position plus poussée considère tous les êtres vivants comme parties d'un organisme unique, qui est nommé par eux Gaïa. De ce point de vue, l'atmosphère, les mers, la croûte terrestre seraient le résultat des interventions dues à Gaïa, à travers la diversité coévolutive des êtres vivants. Une partie importante des scientifiques récuse cette position ; toutefois, le point de vue scientifique ne s'oppose pas - au contraire - à son examen.
La forme la plus extrême de la théorie Gaïa considère la planète Terre dans son ensemble comme un organisme ; de ce point de vue, la biosphère terrestre manipulerait de façon « consciente » le climat de façon à rendre les conditions environnementales plus favorables à la vie. Néanmoins la vie est une chose, et la conscience une autre : où trouver un témoignage de la conscience d'une amibe, malgré ses nombreuses autorégulations ?
Aucune preuve ne vient confirmer ni infirmer cette hypothèse ; le problème se complique par le fait que quelques non-scientifiques confondent homéostasie et activité requérant un contrôle conscient, ce que l'examen de n'importe quel thermostat suffit pourtant à invalider.
Il existe des versions encore plus spéculatives de Gaïa, en particulier celles soutenant que la Terre est effectivement consciente ou partie d'une évolution beaucoup plus vaste. Ces hypothèses sont actuellement considérées comme hors du champ scientifique.
De toutes ces hypothèses, Lovelock apparaît se positionner vers le milieu, Margulis étant plus conservatrice.
Malheureusement, la plupart des partisans de cette théorie ne précisent pas exactement où ils se situent sur cette échelle, ce qui rend la discussion et la critique de cette théorie difficile. Ceci est partiellement dû à la confusion existante entre observateur conscient (par exemple le scientifique) et le manipulateur actif (par exemple l'activiste). Beaucoup d'efforts de la part des tenants de cette théorie consistent à éclaircir les différences existant entre les différentes hypothèses. Une vue fréquente voit la théorie Gaïa de Margulis comme faisant partie du champ de la biologie, et la différencie de l'Hypothèse originale. Les gaïens en particulier, se voient comme faisant partie de l'homéostasie de la biosphère - que leur rôle soit effectivement indispensable ou non.

## Domaines potentiels d'application

### Gaïa en sciences sociales
Un point de vue social de la théorie Gaïa concerne le rôle des humains comme espèce clé. Si les humains agissent pour prévenir le changement climatique global, etc., alors ils agissent eux-mêmes pour assurer une homéostasie.

### Gaïa en politique
Les partisans politiques de cette théorie se nomment parfois les gaïens et cherchent à maintenir l'homéostasie de la Terre, lorsqu'ils constatent que celle-ci penche d'un côté de la balance, par exemple pour empêcher les modifications climatiques anthropiques, les extinctions, la destruction des forêts anciennes... Finalement, ils cherchent à coopérer pour « manipuler consciemment le système pour restaurer son équilibre ». Une telle activité « définit » l'homéostasie. Toutefois, pour être efficace, cette activité repose sur la recherche et la compréhension des équilibres homéorhétiques, ne serait-ce que pour trouver les leviers pour intervenir dans un système qui évolue dans une direction défavorable.
Certains gaïens semblent développer une nouvelle théorie, fusionnant les conclusions d'ordre biologique et politique. Ils voient cette idéologie comme une protoscience de l'écologie humaine. Ces idées incluent le fait de voir les humains comme une espèce clé, qui peut agir pour empêcher les modifications climatiques, les extinctions de primates, etc. et maintiennent délibérément l'équilibre dans toute la biosphère.
Les gaïens affirment qu'il est du devoir moral de l'homme d'agir ainsi - action s'inscrivant dans le cadre du principe de précaution. De telles vues influencent les partis verts, Greenpeace et des ailes plus radicales du mouvement environnemental. Certains voient cette activité comme un mouvement écologique indépendant.
Un gaïen ne se demande pas passivement « ce qui se passe » mais plutôt « ce qu'il y a à faire ensuite », par exemple, terraformation, génie climatique ou même à petite échelle le jardinage. Ainsi, des modifications peuvent être délibérément planifiées et conduites, comme en écologie urbaine et en écologie industrielle.
L'activisme politique des gaïens ressemble à celui des  néo-païens comme les Wiccans et autres religions centrées sur la Terre (earth-based religions), ceci découle d'une analogue conception métaphysique de la Planète, et du principe de responsabilité personnelle/devoir d'agir, afin d'assurer une bonne homéostasie, qui est perçu aux yeux des néo-païens comme le flux harmonieux d'énergie-matière-spiritualité entre l'individu et la divinité Gaïa, dans un esprit de communion, réciprocité et égalité.

### Débat sémantique
La question de ce qu'est un organisme et de l'échelle à laquelle il est rationnel de parler d'organisme plutôt que de biosphère, peut donner naissance à un débat sémantique.
Nous sommes des écosystèmes dans le sens où notre corps abrite des bactéries ou des parasites, et pour ces derniers, il constitue leur milieu. Selon la conception ordinaire du terme organisme, nous sommes également des organismes. Or, le premier degré d'hypothèse Gaïa revient plus ou moins à affirmer que la Terre est un écosystème, ce qui est une évidence scientifique. Le point de vue qui promeut un être vivant du statut d'écosystème à celui d'organisme peut-il être appliqué à une planète comme la Terre?
L'argument avancé est que ces organismes symbiotiques, incapables de survivre séparément l'un de l'autre, loin de leur climat et de leurs conditions locales, forment un organisme unique et à part entière, selon une conception de l'organisme plus vaste que l'acception traditionnelle. Cette utilisation du terme organisme fait souvent l'objet de débats. Selon cette définition, la théorie avance que la totalité de la biomasse terrestre est un organisme.
Malheureusement, beaucoup de partisans des théories Gaïa ont du mal à se positionner sur l'échelle des théories, ce qui rend la discussion et la critique difficiles. Beaucoup d'efforts ont été faits pour éclaircir ce que sont ces différentes hypothèses[réf. nécessaire].
La théorie originelle formulée par Lovelock et Margulis est scientifique, en ce sens que des expériences ont pu être menées pour la réfuter ou la confirmer. Le modèle du Daisyworld a été proposé pour la formaliser mathématiquement et les recherches sur les cycles biogéochimiques, notamment sur celui du soufre, tendent à la confirmer.

### Gaïa et le mythe du futur
Le retour moderne de la Terre-mère pourrait signer l'apparition de nouveaux mythes selon certaines personnes.
Par exemple, le mythologue Joseph Campbell pensait que l'hypothèse Gaïa pourrait être un futur mythe, qui parlerait non pas d'une localité ou d'un peuple, mais d'une planète entière, avec tous les êtres vivants qui s'y trouvent. Le nouveau mythe indiquerait comment entrer en rapport avec la nature et le cosmos, et la société concernée par le mythe serait une société planétaire.
Le mythe de Gaïa est aussi exploité par Isaac Asimov sur une partie du cycle de Fondation. Il en fait un élément de réflexion centrale face à la robotisation des mondes.

## Critique du culte de Gaïa
Selon Frédéric Baudin, la protection de l'environnement tend à devenir une nouvelle religion intégriste, inflexible dans sa dogmatique parfois aveugle, avec ses prêtres et ses prêtresses voués au culte de Gaïa et imposant leur diktat écologique sur cette terre et à ses habitants. Cet écologisme tyrannique, enraciné dans l'« utopie verte » visant à « sauver la planète », comme on l'entend souvent, pourrait s'apparenter aux idéologies mortifères, dont on connaît bien les effets.

## Dans la fiction
- Le roman La Théorie Gaïa (2008), de Maxime Chattam, évoque longuement la thématique Gaïa, surtout sous l'angle de la violence et de l'agressivité de l'être humain.
- Fondation foudroyée (titre original : Foundation's Edge) est un roman de science-fiction écrit par Isaac Asimov, paru en 1982 et faisant partie du cycle de Fondation. Il évoque la puissance du superorganisme gaïen.